# Colutea atlantica
Colutea atlantica là một loài thực vật có hoa trong họ Đậu. Loài này được Browicz miêu tả khoa học đầu tiên.